# Paul Yule

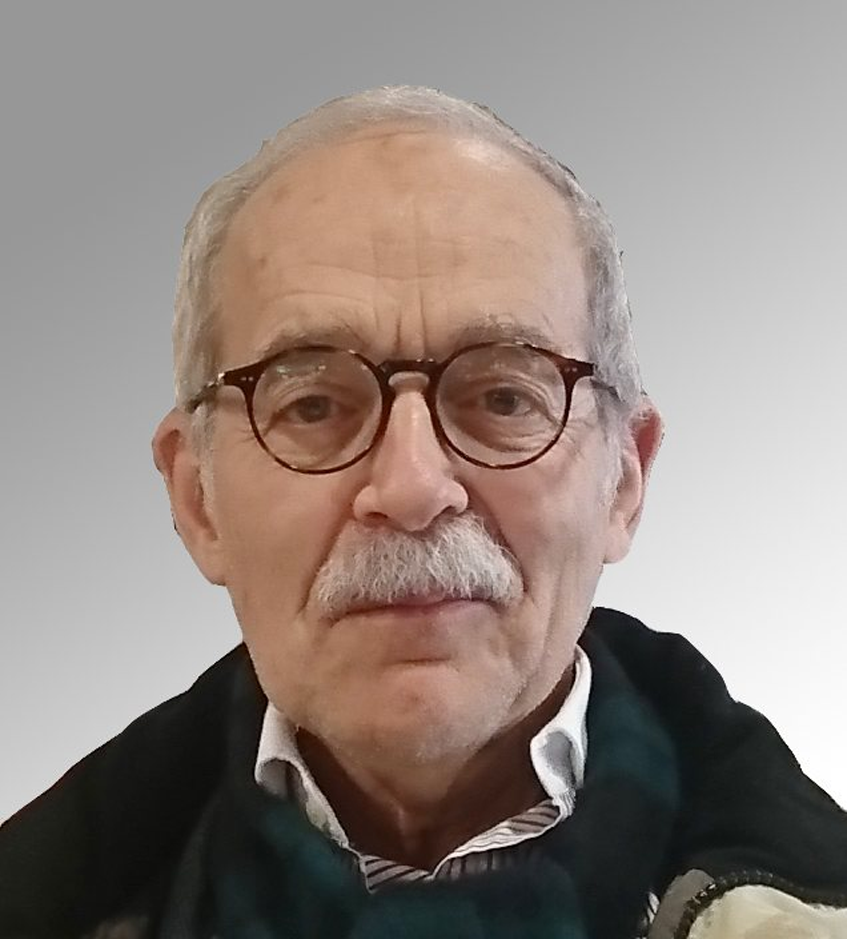
Yule, Paul A., 2023

Paul Alan Yule (* 18. August 1947 in Minneapolis) ist ein amerikanischstämmiger Archäologe, der an der Universität Frankfurt am Main (1981–1989) und der Universität Heidelberg (1990–2015) tätig war. Er beschäftigt sich schwerpunktmäßig mit Zeugnissen der vorislamischen Zeit im Süden und Osten der Arabischen Halbinsel (Oman und Jemen) sowie lange Zeit auch mit der Ur- und Frühgeschichte auf dem Indischen Subkontinent.

## Leben und Wirken
Paul Yule studierte an der University of Minnesota (BA 1969) und am Institute of Fine Arts der New York University die Fächer Klassische und Vorderasiatische Archäologie (MA 1974). Anschließend setzte er sein Studium an der Philipps-Universität Marburg (1975–1979) fort. Anschließend wurde er 1979 an der New York University promoviert. In seiner Dissertation Early Cretan Seals, die 1981 publiziert wurde, klassifizierte und datierte Yule die Siegel der frühen und mittleren Bronzezeit auf Kreta.
Von 1981 bis 1989 war Yule wissenschaftlicher Mitarbeiter im Projekt Prähistorische Bronzefunde in Frankfurt am Main. Von 1990 bis 2015 lehrte Yule als Dozent an der Ruprecht-Karls-Universität Heidelberg, wo er sich 1995 im Fach Vorderasiatische Archäologie habilitierte. 2004 wurde er dort zum außerplanmäßigen Professor ernannt. Er lehrte sowohl am Seminar für Sprachen und Kulturen des Vorderen Orients (Abteilung Semitistik) als auch am Institut für Ur- und Frühgeschichte und Vorderasiatische Archäologie. Heute liegt seine Arbeitsschwerpunkt in Arabien, unter Anwendung naturwissenschaftlicher Methoden, besonders der Geoinformatik. Seit 2005 experimentiert Yule in 3D in Indien und Oman mit der Hochschule Mainz (i3mainz), zusammen mit der Architektin Laura Pecchioli.
Im Rahmen der Open-Access-Bewegung möchte Yule seine Forschungsmaterialien so schnell wie möglich digital archivieren und publizieren, um sie so der Öffentlichkeit zugänglich zu machen. Er tut dies größtenteils mit Hilfe der Bilderbank heidICON und der virtuellen Bibliothek Propylaeum-DOK der Universitätsbibliothek Heidelberg.

## Forschungen in Südasien
Während seiner Mitarbeit am Projekt Prähistorische Bronzefunde katalogisierte und bewertete Yule mit Unterstützung von Swami Omanand Saraswati unter anderem die metallischen Artefakte der sogenannten Kupfer-Hort-Kultur erstmals mittels europäischer Methoden und Modelle, wobei besonders in der Kanya Gurukul in Narela/Haryana zahlreiche Funde zutage kamen. Die untersuchten Artefakte wiesen keine Gebrauchsspuren auf, sodass es sich um nicht-funktionale Objekte zu handeln scheint, die wahrscheinlich in Ritualen verwendet oder einfach in Horten deponiert werden. Bei einem Fundstück von einem metallzeitlichen Friedhof in Sankarjang bei Odisha, den Yule publizierte, könnte es sich um das frühste Musikinstrument in Indien handeln. Die frühgeschichtliche Festung in Sisupalgarh dokumentierte er mittels Laserscanner, Bodenradar und einem tragbaren GPS-Gerät.
Von 2001 bis 2004 dokumentierte Yule zum ersten Mal sogenannte Schlammfestungen und andere archäologische Stätten, besonders in Orissa (Odisha) entlang des Mahanadi und im Bundesstaat Chhattisgarh. Bilder von seiner Arbeit erscheinen in der Bilddatenbank heidICON der Universitätsbibliothek der Universität Heidelberg. Mit Corinna Borchert dokumentierte Yule 2005 die Gefährdung der historischen Grabungsstätte von Sisupalgarh, Orissa, durch illegalen Hausbau.

## Forschungen im Oman und in Jemen
Yules Studium der Vorgeschichte von Oman begann 1982 bis 1987 als Freiwilliger beim Deutschen Bergbau-Museum in Bochum zusammen mit Gerd Weisgerber. Yule konzentrierte sich auf die Katalogisierung des Metallhortenfundes von Ibri-Selme und einiger weiterer Fundkomplexe, die er mit Gerd Weisgerber veröffentlichte. Diese typologische Studie katalogisiert den damals größten Schatz metallischer Artefakte im Nahen Osten. Versteckt in einem Sippengrab der Umm an-Nar-Periode, datieren diese Fundkomplexe in die frühe Eisenzeit. 1987 begann Yule seine Habilitation über die archäologische Fundstätte von Samad al-Shan, die Licht auf die spät-vorislamische, proliterate Bevölkerung des zentralen Oman wirft. Verschiedene weitere Forschungen im Oman wurden 1999 publiziert. Neu war die Einführung von alphanumerischen Abkürzungen für Fundstätten- und Artefaktklassen für Software-gestützte Dokumentation.
Mitte der 1990er Jahre dokumentierten Yule und Weisgerber erstmals die Turmgräber nahe Jaylah im östlichen Teil des Jebel Akhdhar, die in die bronzezeitliche Umm-an-Nar-Kultur eingestuft sind. Yule suchte bei seiner Ausgrabung in der Oase von Izki / al-Jemen erfolglos spätantike Besiedlung. Yule hat 2016 seine Gedanken zu Oman aktualisiert. Im Jahr 2012 bat das Ministerium für Erbe und Kultur ihn, einen früheisenzeitlichen Schmelzplatz für Metalle zu dokumentieren und zu veröffentlichen, die sich direkt im „Leeren Viertel“ in Wadi Ḍank, Uqdat al-Bakrah befindet.
An der Stelle des berühmten Zafar, Hauptstadt der Himyaren, im jemenitischen Hochland, führte er von 1998 bis 2010 Feldarbeiten mit einem Budget von letztlich 5.300.000 Euro durch. Dieses Projekt beleuchtet vor allem die materielle Kultur der himayarischen Periode (110 v. Chr. – 525 n. Chr.). Ein besonderer Fund von Yule war eine 1,70 m hohe Reliefdarstellung, die eine Krone trägt und wohl einen christlichen (aksumitischen?) König darstellt. Yule argumentiert, dass die himyarische Kultur dem darauf folgenden Islam nicht wirklich fremd war, vielmehr verglich er die Beziehung als eine Weitergabe von Genen. Er fragte sich, wie islamische Religion und Kultur ohne diesen Einfluss aussehen würden. Einige der ausgegrabenen Funde widersprechen der traditionellen Charakterisierung der himyarischen Kultur, insbesondere der bildenden Kunst, als „dekadent“. Yule hielt die Forschungen zum späten Vorislam im Jemen für seinen wichtigsten wissenschaftlichen Beitrag, aufgrund der Möglichkeit, mehrere Jahre zu arbeiten, und der großen Anzahl von kontextuellen Funden.
Im Jahr 2013 bat ihn Steffen Wenig, an einem Ausgrabungsprojekt einer Kirche bei Mifsas Bahri in der südlichen Tigray-Region in Äthiopien teilzunehmen. Diese Arbeit wurde 2014 durch einen Zuschuss der DFG ermöglicht. Sie konzentriert sich auf die Ausgrabung einer spätaksumitischen Kirchenruine aus dem 7. Jahrhundert.